# Brzotín (hrad)
Brzotín je zřícenina hradu u obce Brzotín.

## Charakteristika
Brzotín leží v Rožňavské kotlině v nivě řeky Slaná. Obec se vzpomíná roku 1243 v donační listině, vznikla však na starším osídlení – bukovohorské sídliště v okolí Brzotínské vyvěračky.

## Dějiny
Za získané zásluhy při tatarském vpádu dostali převážnou část bývalého majetku komitátu Borša ve zmiňovaném roce 1243 od krále Bely IV. bratři Dětřich a Štefan Szár, Matějovi synové z rodu Ákoš-Bebeků, kteří postavili první kamenné opevnění. S rozsáhlým darovaným územím dostali také oba bratři právo dolování drahých kovů u Brzotína do výše 200 marek stříbra.
Obrovský majetek Ákošů byl dlouho spravován jako nedíl a až později dochází k jeho rozdělování (rod Ákošů se totiž časem rozrostl a zač. 14. stol. převzali jeho členové podle příjmení jednoho z Dětřichových vnuků jméno Bebekové). Zájem o rudné bohatství projevil koncem 13. stol. podnikavý a v hornictví zkušenější spišský rod Mariássyových. Tak roce 1290 odprodal Dominik Bebek Brzotín spišskému komitátu Batyzovi z rodu Mariássyových, kteří roce 1293 na místě opevnění postavili hrad a v obci měli mýtnou stanici. Roku 1318 došlo k prvnímu rozdělení ákošovských majetků mezi pět synů Benedikta, syna Dětřicha Szára. O dva roky později se tato dělba upřesnila, rodový majetek se rozdělil na tři části a tím i rodina Ákošů-Bebeků na tři větve: plešiveckou, štítnickou a kameňanskou. Plešivecké panství připadlo nejstaršímu synovi Dominikovi, Mikuláš a Ladislav dostali Štítnik s okolními vesnicemi a kameňanský podíl připadl bratrům Janovi a Petrovi. Rozdělení rodového majetku, výnosy z dolování způsobily, že Dominikovi sourozenci z Plešivecké větve napadli platnost prodejní smlouvy, podle níž se Máriássyové stali pány Brzotína a k němu patřících dolů. Zdůvodňovali to tím, že v době uzavření smlouvy ještě nebyli dospělí a že tedy k odprodeji došlo vlastně bez jejich souhlasu. Tento spor o neplatnosti kupní smlouvy na Brzotín trval 30 let, ačkoli v období sporu Bebekové se stali pány brzotínské části rodového majetku a s ní i území Krásné Hôrky. Spor byl s konečnou platností rozřešen vzájemnou dohodou 8. května 1352, přičemž Máriássyům byl ponechán Brzotín a Bebekové dostali zpět Krásnou Hôrku.
Roku 1416 je majitelem hradu rodina Gemerských, ale o krátký čas se stal majetkem královského nádvorníka Jana Nagye z Plešivca. V listinách se v těch dobách připomíná jako castrum Berzethe. Později byl opět královským majetkem a v roce 1430 ho král Zikmund Lucemburský daroval rodině Peréniů. Tak jako všechny gemerské hrady, i Brzotín se dostal do rukou vojska Jana Jiskry z Brandýsa. Od husitů ho dobyl Matyáš Korvín, ale při obléhání byl velmi poškozen a od té doby je neudržovaný. V roce 1489 se stal majitelem Štefan Mariássy a po něm se majitelé střídali velmi často. V roce 1556 hrad dobyli Turci, nějakou dobu byl v rukou loupeživých rytířů, až ho roku 1573 Turci zbořili – obec byla poplatná Turkům. Od 16. století byla zřícenina a přilehlé panství majetkem Andrássyů.

## Exteriér
Bálin Ila ve své monografii uvádí, že hrad postavili Mariášiové pravděpodobně na místě strážní věže, toto místo nazývali hrad Červených mnichů. Mohlo to mít nějaký souvislost s johanity, kteří mohli tuto strážní věž využívat. Hrad byl však pravděpodobně postaven v letech 1293-1327, čemuž odpovídá i jeho slohová dispozice. Hrad stojí na skalním výběžku upraveném pro terasovité plató 20 × 15 metrů. Sestával z blokové palácové stavby s obdélníkovým půdorysem (16,5 × 4,5 metru) a malého nádvoří, které se lichoběžníkově zužovalo směrem na východ (16/12 × 6 m). Obvodové zdivo o šířce 2 metry bylo z místního vápencového kamene a spojovala ho tvrdá vápencová malta. Palác byl omítnutý hrubou omítkou. Vnější líc paláce je piliřovitě zapuštěn do skalního podloží a základy paláce byly osazeny do předem vysekaného kamenného lože, přičemž nádvoří je zvýšeno o suterénní část paláce. Hrad byl chráněn příkopem ve tvaru podkovy, jejíž šířka je od 7 do 17 metrů a hloubka cca 4–5 metrů. Přístupová cesta vedla podél hrádku a vstup z východní strany zajišťovalo pravděpodobně dřevěné přemostění, po kterém zde zůstala 4 metry široká a 6–7 metrů dlouhá předprseň. Tento jazykovitý skalní výběžek však mohl nést i předbraní, které chránilo vstup do malého nádvoří.

## Současný stav
Hrad není z cesty viditelný ale po mírném bloudění v lese po svahu vápencového masivu Silické planiny můžete objevit malý skalní výběžek se zbytky zdí a viditelným příkopem.

## Přístup
ŽSR, SAD Rožňava, MHD Brzotín. Hrad se nachází na svahu pod vápencovým masivem nad řekou Slaná.

## Okolí
V okolí Rožňavy je několik turistických stezek a hlavně hrady: Krásna Hôrka, Plešivec a zámeček v Brzotíně a známější Betliar.